# لي كينغ (لاعب كرة قاعدة)
لي كينغ (بالإنجليزية: Lee King)‏ هو لاعب كرة قاعدة أمريكي، ولد في 28 مارس 1894 في والثام في الولايات المتحدة، وتوفي في 7 سبتمبر 1938 في تشيلسي في الولايات المتحدة.

## وصلات خارجية
- لي كينغ (لاعب كرة قاعدة) على موقعبيزبول رفرنس.كوم (الدوري الرئيسي) (الإنجليزية)
- لي كينغ (لاعب كرة قاعدة) على موقعبيزبول رفرنس.كوم (الدوري الثانوي) (الإنجليزية)